# Uamanchan
Uamanchan lub Humanchenn – legendarny król Ulaidu z dynastii Milezjan (linia Ira, syna Mileda) w latach 317-316 p.n.e. Syn Corana mac Cais, wnuka Airgetmara, zwierzchniego króla Irlandii.
Objął tron po swym kuzynie, Eochaidzie I Eolachu („Bystrym”). Informacje o nim czerpiemy ze źródeł średniowiecznych, np. „Rawlinson B 502” z XII w., gdzie zanotowano na jego temat: Humanchenn m[ac] Corráin m[eic] Caiss m. Ā[r]gat[máir] .l. b[liadna] (faksym. i kolumna 156b). To źródło błędnie podało, że panował pięćdziesiąt lat (małymi literami rzymskie L) z Emain Macha nad Ulsterem. Bowiem koliduje to z chronologią zwierzchnich królów Irlandii. Właściwie rządził tylko jeden rok. Jego następcą został bratanek Conchobar (Connor) I Rot („Czerwony”) mac Cathair.

## Potomstwo
Uamanchan pozostawił po sobie syna:
- Fedlimid, miał trzech synów:
  - Fiachna I mac Fedlimid, przyszły król Ulaidu
  - Forgo, miał dwóch synów:
    - Daire, przyszły król Ulaidu
    - Fortha, miał syna
      - Conchobar II Maol, przyszły król Ulaidu

  - Rocha, miał syna:
    - Enna I mac Rocha, przyszły król Ulaidu